# Deva Cassel
Deva Cassel (Roma, Italia; 12 de septiembre de 2004) es una modelo y actriz italofrancesa.
Es hija de Monica Bellucci y de Vincent Cassel.

## Biografía
Nació el 12 de septiembre de 2004 en Roma, Italia, como la primogénita de dos hijos de la modelo italiana Monica Bellucci y el actor francés Vincent Cassel.
Creció con su hermana entre Roma, París y Río de Janeiro, lugar en donde vivió dos años con sus padres hasta el divorcio de estos en 2013.
Cassel comenzó su carrera como modelo en 2019, a la edad de 14 años, como el rostro del perfume Dolce Shine de Dolce & Gabbana, convirtiéndose en embajadora de la marca y modelando para la misma desde 2021. Además, ha aparecido en anuncios comerciales y portadas de varias revistas destacadas como Harper's Bazaar, Vogue y Elle.
Cassel hizo su debut actoral en 2023 en el papel de Amelia, como protagonista, en la película La Bella Estate de Laura Luchetti, basada en la novela homónima de Cesare Pavese.